# Jack Kingston
John Heddens Kingston dit Jack Kingston (né le 24 avril 1955) est un homme politique américain, ancien représentant des États-Unis pour la 1re circonscription de Géorgie, au sud-est de l'État, de 1993 à 2015. Il est membre du Parti Républicain et a fait partie de la direction de la Chambre (2002-2006) quand il était vice-président de la Republican Conference.
En 2014, il s'est présenté pour le siège du Sénat occupé par le sénateur désormais à la retraite Saxby Chambliss et est arrivé en deuxième position des primaires du 20 mai, avant d’être battu le 22 juillet par David Perdue.
Il travaille actuellement en politique publique sur le capital à l'entreprise de Squire Patton Boggs, dans l'État de Washington. À partir du mois d'août 2015, il a été président de la Fondation du Parti républicain de Géorgie, la branche du GOP chargée des collectes de fonds. En 2016, il a soutenu Ted Cruz à l'élection présidentielle, avant de devenir conseiller principal et porte-parole de la campagne de Donald Trump. En 2017, il est devenu commentateur politique sur CNN.